# Triángulo de Bennington
El llamado Triángulo de Bennington es un término acuñado por el escritor estadounidense Joseph A. Citro durante una transmisión de radio pública en 1992 para denotar un área del suroeste del estado de Vermont en la que varias personas desaparecieron entre 1945 y 1950. Esto se popularizó aún más en dos libros, incluido Shadow Child, en el que dedicó capítulos a la discusión de estas desapariciones y varios elementos del folclore que rodean el área. Según Citro, el área comparte características con el Triángulo de Bridgewater, en la vecina Massachusetts.
El área está centrada en torno a la montaña Glastenbury e incluiría parte o la mayor parte del área de las ciudades que lo rodean, especialmente Bennington, Woodford, Shaftsbury y Somerset. Glastenbury y el municipio vecino de Somerset fueron una vez una ciudad maderera e industrial moderadamente próspera, si bien comenzó a declinar hacia fines del siglo XIX, y ahora son esencialmente pueblos fantasmas, no incorporados por un acto de la legislatura estatal en 1937.
Según los libros de Citro, se habían contado historias de sucesos extraños sobre Glastenbury y sus alrededores durante muchos años antes de las desapariciones en la década de 1940, la más conocida de las cuales es probablemente la de Paula Jean Welden.

## Reportes de desaparecidos

### Middie Rivers (1945)
Entre 1945 y 1950, cinco personas desaparecieron en el área de Bennington. El primero caso fue el de Middie Rivers, un hombre de 74 años que el 12 de noviembre de 1945 desapareció mientras cazaba. Rivers guiaba a un grupo de cuatro cazadores por las montañas. En el camino de regreso, Rivers se adelantó al grupo y nunca más fue visto. Se realizó una búsqueda exhaustiva, pero la única evidencia descubierta fue un solo cartucho de rifle que se encontró en una corriente. La especulación era que Rivers se había inclinado y el cartucho se había caído de su bolsillo al agua. La desaparición había ocurrido en el área del sendero Long Trail y la Ruta 9 de Vermont. Rivers era un cazador y pescador experimentado y estaba familiarizado con el área local.

### Paula Welden (1946)
Paula Jean Welden era una estudiante universitaria de 18 años que desapareció aproximadamente un año después del primer caso, el 1 de diciembre de 1946. Había salido a caminar por el sendero conocido como Long Tale sin compañía. Muchos la vieron irse, incluido Ernest Whitman, un empleado de Bennington Banner que le dio instrucciones de cómo llegar a dicho sendero. Se alega que fue vista en el camino por una pareja de ancianos que se encontraba a unos 100 metros detrás de ella. Según ellos, dobló una esquina en el camino, y cuando llegaron a la misma esquina, ya había desaparecido. Se realizó una búsqueda exhaustiva cuando Welden no regresó al campus universitario, que incluyó la publicación de una recompensa de 5 000 dólares y la ayuda del FBI. Sin embargo, nunca se encontró evidencia de ella. Rumores sin confirmar especulaban que se había mudado a Canadá con un novio o que se había convertido en una reclusa que vivía en las montañas.

### James Tedford (1949)
James E. Tedford fue la tercera persona en desaparecer, concretamente el 1 de diciembre de 1949, exactamente tres años después que Paula Welden. Tedford era residente de la casa de veteranos de Bennington. Había estado en St. Albans visitando a algunos familiares cuando, regresando a su casa en un autobús de ruta local, desapareció. Según los testigos, Tedford subió al autobús y todavía estaba en el autobús en la última parada antes de llegar a Bennington. En algún lugar entre la última parada y Bennington, Tedford desapareció. Sus pertenencias todavía estaban en el portaequipajes y había un horario de autobús abierto en su asiento vacante.

### Paul Jephson (1950)
La cuarta persona en desaparecer fue Paul Jephson, un joven de ocho años. El 12 de octubre de 1950, Jephson había acompañado a su madre en un camión. Ella dejó a su hijo desatendido mientras alimentaba a algunos cerdos de la granja que atendían. Su madre se fue por alrededor de una hora. Cuando regresó, su hijo no estaba a la vista. Se formaron grupos de búsqueda para buscarle. Nunca se encontró nada, aunque Jephson llevaba una chaqueta roja brillante que debería haberlo hecho más visible.

### Frieda Langer (1950)
La quinta y última desaparición ocurrió dieciséis días después de la de Jephson. El 28 de octubre de 1950, Frieda Langer, de 53 años, y su primo, Herbert Elsner, abandonaron su campamento familiar cerca del embalse de Somerset para hacer una caminata. Durante la travesía, Langer resbaló y cayó en un arroyo. Ella le dijo a Elsner que si él esperaba, volvería al campamento, se cambiaría de ropa y lo alcanzaría. Cuando ella no regresó, Elsner volvió al campamento y descubrió que Langer no había siquiera llegado, y que nadie la había visto desde que se habían ido los dos. Durante las siguientes dos semanas, se realizaron cinco búsquedas, involucrando aviones, helicópteros y hasta 300 buscadores. No se encontraron rastros de Langer durante la búsqueda. El 12 de mayo de 1951, su cuerpo fue encontrado cerca del embalse de Somerset, en un área que había sido extensamente registrada siete meses antes.
Langer fue la última persona en desaparecer y la única cuyo cuerpo fue encontrado. No se identificaron conexiones directas que vinculaban estos casos, aparte del área geográfica general y el período de tiempo.